# Костинешти (Констанца)
Костинешти (рум. Costinești) је насеље и летовалиште на обали Црног мора у Румунији. Седиште је истоимене општине Костинешти у жупанији Констанца. Према попису из 2021. у насељу је било 1.409 становника.

## Становништво
| 1992. | 2002. | 2011. | 2021. |
| ----- | ----- | ----- | ----- |
| 751   | 905   | 1.376 | 1.409 |

Према попису из 2021. у Костинештију је живело 1.409 становника што је за 33 више (+2,40%) у односу на попис из 2011. када је у насељу било 1.376 становника.
Према попису из 2011. већину становништва су чинили Румуни (91,93%).
| Етнички састав према попису из 2011.‍ | Етнички састав према попису из 2011.‍ | Етнички састав према попису из 2011.‍ | Етнички састав према попису из 2011.‍ | Етнички састав према попису из 2011.‍ |
| ------------------------------------ | ------------------------------------ | ------------------------------------ | ------------------------------------ | ------------------------------------ |
|                                      |                                      |                                      |                                      |                                      |
| Румуни                               | Румуни                               |                                      | 1.265                                | 91,93%                               |
| Роми                                 | Роми                                 |                                      | 12                                   | 0,87%                                |
| Турци                                | Турци                                |                                      | 8                                    | 0,58%                                |
| Остали                               | Остали                               |                                      | 12                                   | 0,87%                                |
| Непознато                            | Непознато                            |                                      | 79                                   | 5,74%                                |

## Галерија
- Олупина брода
- Плажа
- Обелиск
- Канал
- Језеро Костинешти